# Орхово (гмина)
Орхово (пол. Orchowo) — сельская гмина (волость) в Польше, входит как административная единица в Слупецкий повет, Великопольское воеводство. Население — 3903 человека (на 2008 год).

## Сельские округа
1. Бельско
2. Вулька-Орховска
3. Галчинек
4. Линовец
5. Млече
6. Мыслёнтково
7. Орхово
8. Орхувек
9. Осовец
10. Острувек
11. Ружанна
12. Седлюхна
13. Скубарчево
14. Словиково
15. Шидловец

## Соседние гмины
1. Гмина Вильчин
2. Гмина Витково
3. Гмина Езора-Вельке
4. Гмина Клечев
5. Гмина Могильно
6. Гмина Повидз
7. Гмина Стшельно
8. Гмина Тшемешно